# Rába
 Ovo je glavno značenje pojma Rába. Za mađarsku tvrtku pogledajte Rába (tvrtka).
Raba (njem. Raab; mađ. Rába; {slo. Raba) je rijeka na jugoistoku Austrije i u zapadnoj Mađarskoj i desna je pritoka Dunava. 
Njen izvor je u Austriji nekoliko kilometara istočno od grada Brucka an der Muru ispod brda Heubodenhöhe. Raba teče kroz Štajersku i Gradišće, i mađarske županije Vas i Győr-Moson-Sopron. Ulijeva se u pritok Dunava (Mosoni-Duna), na sjevero-zapadu Mađarske, u gradu Győr. Naselja duž rijeke su: Gleisdorf, Feldbach (u Austriji), Szentgotthárd i Kirmied (u Mađarskoj). U početku kenozoika rijeka je išla u suprotnom smjeru, ali tektonski pomaci su je zatim okrenuli.
U Rapski slovenci, koji žive u dolini Rabe su najzapadnija grupa mađarskih Slovenaca. Dolina je dio velike regije Prekmurja.